# Людина з ресторану
«Людина з ресторану» — радянський художній фільм Якова Протазанова 1927 року з Михайлом Чеховим в головній ролі. В основу сценарію покладена однойменна повість Івана Шмельова, опублікована в 1911 році. Фільм чорно-білий, німий. Вийшов на екрани 12 червня 1927 року. Роль Скороходова писалася Протазановим для Івана Москвіна, але через хворобу його довелося замінити на Михайла Чехова. Фільм знаходиться в суспільному надбанні.

## Сюжет
Після загибелі на фронті сина і смерті дружини, овдовілий офіціант Скороходов здав кімнату якомусь Соколіну, молодій людині, яка працювала кур'єром в одній з контор. Квартирант і дочка Скороходова полюбили один одного, але у скромного юнака з'явився несподіваний суперник в особі постійного відвідувача ресторану, Карасьова — власника фабрики, який вирішив спокусити вподобану йому дівчину. Підлий і підступний Карасьов краде конверт і вимагає за це згоди дочки Скороходова жити разом з ним. Цьому запобігають Скороходов і Соколін, які в останній момент вриваються в кімнату, де Карасьов замкнувся з дівчиною і намагається силою нею оволодіти. Вони вчасно забирають конверт і дівчину, Карасьов залишається ні з чим.

## У ролях
- Михайло Чехов —  Скороходов, офіціант
- Віра Малиновська —  Наташа, дочка
- Іван Коваль-Самборський —  Соколін, наречений
- Михайло Нароков —  Карасьов, фабрикант
- Степан Кузнецов —  міністр
- Михайло Климов —  Штосс, метрдотель
- Андрій Петровський —  генерал
- К. Алексєєва —  дружина Скороходова
- Михайло Жаров —  офіціант
- Раїса Кареліна-Раїч —  класна дама
- Софія Яковлєва —  спокушена дівчина
- Софія Левітіна —  відвідувачка ресторану
- Віктор Громов —  офіціант
- Аркадій Благонравов —  відвідувач ресторану
- Яків Протазанов — епізод
- Борис Сушкевич — епізод
- Сергій Ценін —  офіцер  (немає в титрах)
- Марк Прудкін —  офіцер  (немає в титрах; дебют в кіно)

## Знімальна група
- Автори сценарію — Олег Леонідов, Яків Протазанов
- Режисер — Яків Протазанов
- Оператори-постановники — Костянтин Венц, Анатолій Головня
- Художник-постановник — Сергій Козловський
- Художники — В. Рахальс, С. Юткевич